# Informationssystem Chemikalien des Bundes und der Länder
Das Informationssystem Chemikalien des Bundes und der Länder (kurz: ChemInfo) ist eine komplexe Datenbank chemischer Verbindungen und beinhaltet umfangreiche Daten zu physikalisch-chemischen, ökotoxikologischen und toxikologischen Parametern und ihrem Vorkommen in der Umwelt. Zudem beinhaltet ChemInfo Stoffinformationen zu Verbraucher-, Katastrophen- und Arbeitsschutz. Hierzu zählen Angaben über Gefahren, die von diesen Stoffen ausgehen, Schutz- und Einsatzmaßnahmen sowie die Wiedergabe der stoffrelevanten Inhalte aus rechtlichen Regelungen. Das Projekt ChemInfo ist aus dem „Gemeinsamen zentralen Stoffdatenpool von Bund und Ländern (GSBL)“ hervorgegangen.

## Partner
Das Informationssystem ChemInfo wird durch den Bund und mehrere Bundesländer gepflegt, erweitert und technisch betreut. Beteiligte Länder sind Baden-Württemberg, Bayern, Berlin, Hamburg, Hessen, Rheinland-Pfalz, Saarland, Sachsen, Sachsen-Anhalt, Schleswig-Holstein und Thüringen. Das Umweltbundesamt als vom Bundesministerium für Umwelt, Naturschutz, nukleare Sicherheit und Verbraucherschutz (BMUV) beauftragte Behörde nimmt innerhalb der Kooperation die Aufgabe der Geschäftsstelle wahr.

## Stoffumfang
In der aktuellen Datenbank-Version (2021) sind ca. 51.000 Einzelinhaltsstoffe (Reinstoffe), ca. 26.000 Komponentenstoffe (Gemische und Zubereitungen) und ca. 210.000 Rechtsstoffklassen (rechtliche Regelungen) recherchierbar. In einer separat geführten Datenbank finden sich zu 290.000 Gemischen Hinweise auf die Existenz von Sicherheitsdatenblättern.

## Datenbestände und Anwendungen
Mit der ChemInfo-Online-Recherche können drei (Teil-)Datenbestände durchsucht werden:
- Gesamtdatenbestand für den internen Bereich der beteiligten Partner (ChemInfo intern),
- Teildatenbestand für die Öffentlichkeit (ChemInfo public),
- Teildatenbestand der Gefahrstoffschnellauskunft (GSA)[2].

Für wissenschaftliche Arbeiten und Vollzugsaufgaben des Bundes und der Länder existiert ein zugangsbeschränkter Recherchebereich, dem der ChemInfo-Gesamtdatenbestand zugrunde liegt. Neben der Online-Recherche existiert der sogenannte ChemInfo Notfallstick, mit dem die gesamte Rechercheanwendung direkt von einem Speichermedium offline genutzt werden kann.
Der Teildatenbestand ChemInfo public ist jedem Interessierten ohne Registrierung zugänglich und beinhaltet ausschließlich lizenzfreie Daten. Mit diesen öffentlichen Daten ist ChemInfo public seit Mitte 2014 auch über das eChemPortal der OECD eingebunden. Für die Verwendung auf mobilen Endgeräten existiert außerdem die App „Chemie im Alltag“, in der Chemikaliendaten einfach aufbereitet sind.

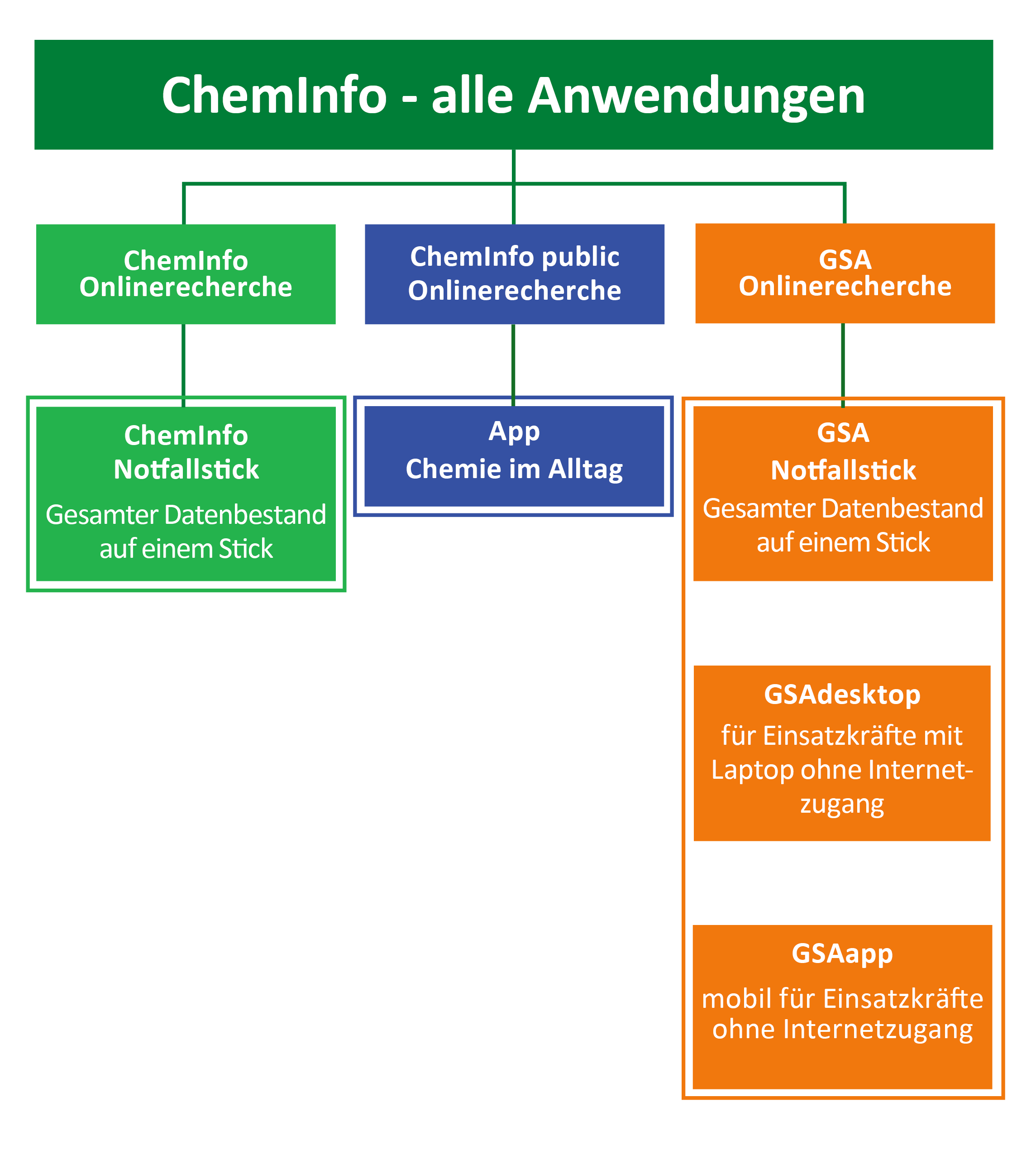
Alle ChemInfo-(Teil-)Datenbestände sind für die Endanwender in verschiedenen Anwendungen verfügbar.

Ein weiterer Teildatenbestand ist die Gefahrstoffschnellauskunft (GSA). Sie stellt über einen passwortgeschützten Zugriff alle wichtigen Daten für Einsatzkräfte bereit. Die GSA kann je nach technischen Gegebenheiten als Online-Recherche, Offline-Notfallrecherche-Stick oder als Desktop-Anwendung mit dem PC genutzt werden. Außerdem ist die GSA als mobile Anwendung (GSAapp) mit einem offline-Datenbestand für Smartphones und Tablets verfügbar, damit Einsatzkräfte vor Ort und auch ohne Internet-Zugriff mit Informationen versorgt sind.
Die Benutzeroberflächen liegen in deutscher und englischer Sprache vor.

## Nutzer
Bekannte Nutzungsszenarien für ChemInfo:
- Polizeibehörden, wie die Wasserschutz- oder Autobahnpolizei können mit ChemInfo das von einem Gefahrguttransport ausgehende Risiko schnell und sicher bewerten;
- Feuerwehreinsatzkräften bietet die GSA verlässliche Informationen zur Vorsorge und bei Brand oder Freisetzung von Gefahrstoffen;
- Rettungskräfte erhalten Hinweise zu Erster Hilfe und toxikologische Daten
- Behörden auf allen Verwaltungsebenen des Umwelt- und Arbeitsschutzes sowie der Gewerbeaufsicht nutzen die ChemInfo-Daten beim Umgang mit und bei der Entsorgung von gefährlichen Stoffen;
- der politischen Ebene bietet ChemInfo Informationen zur Bewertung bestehender und zur Erarbeitung neuer Rechtsvorschriften.

## Historische Entwicklung
Bund und Länder der Bundesrepublik Deutschland haben auf der Umweltministerkonferenz am 18. und 19. Mai 1994 den Abschluss einer Verwaltungsvereinbarung über die Zusammenarbeit beim Aufbau eines gemeinsamen chemischen Stoffinformationssystems vereinbart. Es entstand daraus der „Gemeinsame zentrale Stoffdatenpool von Bund und Ländern“ (kurz: GSBL), welcher die Erschließung, Pflege und Bereitstellung von einheitlichen und fachlich abgesicherten Informationen über Eigenschaften von Gefahrstoffen sowie umweltrelevanten Stoffen/Chemikalien sicherstellt. Seit 1998 ist der GSBL in Betrieb und stellt zweimal jährlich allen beteiligten Ländern (und dem Bund) sowie deren berechtigten Behörden und Einsatzkräften einen aktualisierten Datenbestand über eine Online-Recherche zur Verfügung. Im Jahr 2016 erfolgte eine organisatorische Umstrukturierung, wonach die Vereinbarung „Kooperation zur Konzeptionen und Entwicklungen von Software für Umweltinformationssysteme (KoopUIS)“ als Grundlage der weiteren Zusammenarbeit gewählt wurde. Seit dem 1. Januar 2016 ist die Kooperation mit der Projektnummer 53 aktiv. Der bis dahin bestehende Name des GSBL wurde geändert in „Informationssystem Chemikalien von Bund und Ländern (ChemInfo)“. Bis zur Fertigstellung der software-technischen Weiterentwicklung bleibt der etablierte Domainname bzw. das Akronym GSBL für die existierende Webseite und das System parallel bestehen.